# Chiến dịch phòng thủ Tuapse
Chiến dịch phòng thủ Tuapse là một trong các hoạt động quân sự quân trong của quân đội Đức Quốc xã và quân đội Liên Xô trong Chiến dịch Kavkaz, một phần diễn biến của Chiến tranh Xô-Đức thuộc Chiến tranh thế giới thứ hai. Trong suốt gần ba tháng, từ 25 tháng 9 đến 20 tháng 12 năm 1942, chủ lực Tập đoàn quân 17 (Đức) nhiều lần nỗ lực đột phá qua các dải núi phía Tây Bắc Dãy núi Kavkaz để tiến ra bờ Biển Đen tại Tuapse và Sochi. Đây là trận đánh then chốt nhất trong giai đoạn đầu của Chiến dịch Kavkaz tại hướng Biển Đen khi quân đội Đức Quốc xã đang giành thế chủ động tấn công và quân đội Liên Xô đang phải chật vật phòng ngự chống đỡ. Đối với quân đội Đức Quốc xã. nếu cuộc đột phá thành công, Tập đoàn quân 17 sẽ chia cắt Tập đoàn quân 47, Tập đoàn quân 56 và một phần Tập đoàn quân 18 khỏi các cụm quân chủ lực của quân đội Liên Xô tại khu vực Kavkaz, mở đường đột kích vào phía Nam dãy Kavkaz qua con đường sắt ven bờ Đông Biển Đen. Do ý nghĩa quân sự quan trọng của các vị trí phòng thủ, chiến sự diến ra ác liệt tại các thị trấn Goryachi-Ylyuch, Neftegorsk, Shaumian và ngay trước cửa ngõ phía Đông Tuapse. Trong các trận đánh cuối tháng 9,đầu tháng 10, quân đội Đức đã đột phá được một chính diện rộng 50 km và sâu 25 km về phía Tuapse, đánh chiếm các thị trấn Goryachi-Ylyuch, Neftegorsk, Shaumian. Ở phía Nam, các đơn vị bộ binh sơn chiến hỗn hợp Đức, Italia và Romania cũng chiếm được khu vực Kamennomostsky - Bagovskaya - Khamyshky và tiến hành các trận đột kích nhằm đánh chiếm các cao điểm xung quanh ngọn núi Belorechensky để mở đường tiến ra Sochi trên bờ Biển Đen. Đến ngày 17 tháng 10, quân Đức chỉ còn cách Tuapse 8 km nhưng đã kiệt sức. Những cố gắng đột phá cuối cùng của quân Đức ngày 23 tháng 10 và 24 tháng 11 đều thất bại. Ngày 26 tháng 11, Tập đoàn quân 18 và Tập đoàn quân 56 (Liên Xô) phản công. Đến ngày 17 tháng 12, Tập đoàn quân 17 Đức phải lùi về tuyến xuất phát mà trước đó gần 3 tháng họ đã bắt đầu cuộc tấn công lớn lên núi Kavkaz. Ở hướng thứ yếu, cuộc phản công ngày 19 tháng 12 cũng đẩy lùi ba sư đoàn bộ binh sơn chiến Đức, Italia và România xuống chân ngọn núi Belorechensky. Ngày 20 tháng 12, toàn bộ quân Đức trên hướng Tuapse - Belorechensky phải lùi sang bên kia sông Psits và chuyển sang phòng ngự. Với việc giữ được khu phòng thủ Tuapse nhờ điều chuyển kịp thời lực lượng dự bị chiến dịch từ các hướng khác đến, Cụm tác chiến Biển Đen của quân đội Liên Xô đã thoát khỏi nguy cơ bị chia cắt, bao vây và bắt đầu giành lại thế chủ động trên chiến trường.

## Bối cảnh
Sau gần hai tháng triển khai Chiến dịch Edelweiß, đà tấn công của quân đội Đức Quốc xã tại Kavkaz bắt đầu chậm lại. Trên cả hai hướng Bắc Kavkaz và Biển Đen, các quân đoàn bộ binh và xe tăng Đức, kể cả quân đoàn bộ binh sơn chiến 49 (Đức) và Quân đoàn bộ binh sơn chiến Alpino (Ý) đều bế tắc trong việc mở đường vượt qua dãy hoành sơn Kavkaz để tiến về vùng dầu mỏ Baku và vượt sang Iran. Tuy vậy, Bộ chỉ huy tối cao quân đội Đức Quốc xã vẫn cố gắng tìm ra những kẽ hở trên tuyến phòng thủ không liên tục của quân đội Liên Xô trên các triền núi, tìm cách đột nhập vào những vị trí xung yếu có thể làm thay đổi cục diện chiến trường. Ngày 1 tháng 9 năm 1942, Adolf Hitler phát biểu trước các sĩ quan tham mưu chủ chốt trong Bộ Tổng tư lệnh lục quân Đức:
| “               | Tôi rất phẫn nộ trước hành động chậm chạp của Cụm tập đoàn quân A. Tôi đã nói chuyện điện thoại với thống chế von List và yêu cầu ông ta phải có biện pháp làm cho cụm quân của mình trở nên cơ động hơn nhưng ông ta đã làm tôi thất vọng khi đề nghị từ bỏ cuộc đột nhập vào Kavkaz từ hướng Biển Đen. Mọi thứ bây giờ đều phụ thuộc vào sự kiên trì. Đối phương bị tiêu hao sinh lực nhanh hơn chúng ta. Ai đó bảo rằng không thể thành công, nhưng với tôi thì có thể. | ” |
| — Adolf Hitler, | |   |

Ngày 8 tháng 9, Hitler ra lệnh triệu tập thống chế Wilhelm von List về Tổng hành dinh của mình tại Kenishberg để giải trình. Khi nghe xong các báo cáo về tình hình đen tối tại Cụm tập đoàn quân A của thống chế List thì Hitler không chỉ phẫn nộ nữa mà thực sự nổi giận lôi đình. Ngày 10 tháng 9, Hitler cách chức ông này và tự tay nắm quyền điều khiển Cụm tập đoàn quân A (Đức). Như là một hệ quả tất yếu của sự kiện này, ngày 20 tháng 9, tướng Richard Rouff, tư lệnh Tập đoàn quân 17 (Đức) nhận được chỉ lệnh tấn công vào Tuapse. Hai quân đoàn bộ binh 42 và 44 đang nhằm hướng Novorrossiysk được lệnh chuyển quân sang cánh trái đến phía trước khu vực thung lũng tam giác Goryachi-Ylyuch - Neftegorsk - Shaumian. Cuối tháng 9 năm 1942, tình hình chiến sự ở khu vực Kavkaz bắt đầu thay đổi bất lợi cho quân đội Đức Quốc xã. Do bị thiệt hại nặng, Tập đoàn quân xe tăng 1 (Đức) đã phải bỏ dở cuộc công kích vào khu vực Vladikavkaz (gồm các thành phố Grozny và Ordzhonikidze). Ở nhánh phía bắc của con đường sắt Rostov - Makhachkala, Quân đoàn bộ binh 52 và sư đoàn cơ giới SS "Wiking" (Đức) vẫn còn giữ được Mozdok nhưng không còn đủ lực lượng để đánh chiếm các bàn đạp trên bờ Nam sông Terek. Mọi hy vọng của quân Đức tại Kavkaz bây giờ đều trông vào trận công kích pháo đài Tuapse của Tập đoàn quân 17.
Nằm cách bờ Biển Đen hơn 5 km trên con đường sắt từ Maikop đi Sukhumi và xa hơn về phía Nam đến các hải cảng Poti, Batumi và nối với Tbilissi bằng đường sắt và đường bộ, Tuapse có vị trí án ngữ con đường chiến lược phía Tây Kavkaz, có vị trí quan trọng không kém con đường chiến lược phía Đông đi qua Grozny và Makhachkala đến Baku. Do đó, tuyến giao thông này được thống chế Đức Wilheim von List chọn làm một trong hai hướng tấn công chính để tiếp tục phát huy chiến quả của Chiến dịch Edelweiß, tiếp tục tấn công về phía Nam, thực hiện các đòn chia cắt và tiếu diệt một phấn lực lượng cánh Bắc Cụm tác chiến Biển Đen của quân đội Liên Xô. Đòn tiến công Tuapse còn có khả năng phát triển thành một cuộc tổng tiến công lớn của Cụm tập đoàn quân A (Đức) trên hướng Tây Kavkaz, tiến tới đánh chiếm các vị trí và hải cảng quan trọng còn lại của Hải quân Liên Xô, làm tê liệt Hạm đội Biển Đen, hỗ trợ tích cực cho cuộc tấn công của Tập đoàn quân xe tăng 1 (Đức) trên hướng Mozdok - Grozny - Makhachkala.
Tại ven Biển Đen, các dãy núi ở Tây Bắc Kavkaz thấp dần theo chiều Đông Nam-Tây Bắc, có độ cao không bằng dãy núi chính ở phía Nam. Ở vị trí cao nhất là ngọn núi Belorechensky cũng chỉ cao 2.352 m. Các đèo quan núi đều chỉ có độ cao tuyệt đối không quá 1.200 m. Các xe tăng hạng nhẹ và xe cơ giới có thể triển khai mà không cần đến các thiết bị chống đóng băng và tuyết đọng. Địa bàn khu vực phía trước Tuapse tại thung lũng Goryachi-Ylyuch - Neftegorsk - Shaumian tương đối bằng phẳng và rộng rãi, cho phép Tập đoàn quân 17 (Đức) có thể triển khai những lực lượng lớn bộ binh và có thể sử dụng được một sư đoàn xe tăng. Những khó khăn khi phải vượt qua các con đèo khá dốc, các khu rừng và các ngọn núi cũng được tướng Richard Rouff trù tính khi ông này yêu cầu Cụm tập đoàn quân A hỗ trợ thêm cho mình ba sư đoàn bộ binh sơn chiến rút từ Quân đoàn bộ binh sơn chiến 49..

## Binh lực

### Quân đội Đức Quốc xã
Để lại Quân đoàn bộ binh xung kích 5 phối hợp với Quân đoàn bộ binh 14 của Tập đoàn quân 11 giữ tuyến phòng thủ từ phía Đông Novorossiysk đến Severskaya (Tây Nam Krassnodar), Đại tướng Richard Rouff điều hai quân đoàn chủ lực của Tập đoàn quân 17 tập kết tại các bàn đạp tấn công ở phía đông các thị trấn Goryachi-Ylyuch, Neftegorsk và xác định đây là mũi tấn công chính. Mũi tấn công thứ yếu có tác dụng kéo giãn đội hình, buộc quân đội Liên Xô phải rút bớt binh lực ở hướng chủ yếu sang hướng thứ yếu và cũng là mở thêm một mũi đột kích vào Sochi ở phía Nam Tuapse được giao cho ba sư đoàn bộ binh sơn chiến. Tổng binh lực của quân Đức dưới quyền tướng Richard Rouff có 162.000 sĩ quan và binh lính, 2.266 khẩu pháo và súng cối, 147 xe tăng và pháo tự hành, được biên chế như sau.
- Quân đoàn bộ binh 42 của Thượng tướng Bộ binh Franz Mattenklott gồm các sư đoàn bộ binh 132, 153, sư đoàn xe tăng 22 và sư đoàn phục vụ mặt đất 5 của không quân; được giao nhiệm vụ tấn công đánh chiếm thị trấn Goryachi-Ylyuch và đột kích đến thị trấn Shaumian.
- Quân đoàn bộ binh 44 của Thượng tướng Pháo binh Maximilian de Angelis gồm các sư đoàn bộ binh 97, 101 và 257 được giao nhiệm vụ đáng chiếm Neftegorsk và cũng phát triển đến Shaumian, cùng với Quân đoàn 42 hợp vây khoảng 3 đến 4 sư đoàn Liên Xô đang đóng tại đây.
- Các sư đoàn bộ binh sơn chiến 4 (Đức), 2 (Romania) và 5 (Italia) từ khu tam giác Kamennomostskaya - Bagovskaya - Khamyshky hướng đòn tấn công lên sườn núi Kavkaz xung quanh ngọn Belorechensky, mở đường qua các con đèo và đường mòn tiến ra Sochi.
- Tập đoàn không quân 4 (Đức) đã dành phần lớn Cụm không quân Kavkaz gồm 350 máy bay ném bom và cường kích Đức từ các sân bay dã chiến đặt tại Armavir và Taman để yểm hộ cho cuộc tấn công này.

### Quân đội Liên Xô
Vì phải giành một phần lực lượng để hỗ trợ cho Tập đoàn quân 47 đã giằng co khu vực Novorossiysk với quân Đức và những tổn thất trong các trận đánh hồi tháng 7, tháng 8 năm 1942; vào thời điểm quân Đức phát động cuộc tấn công, cả hai tập đoàn quân 18 và 56 của Quân đội Liên Xô phòng thủ phía Đông Tuapse chỉ còn 109.000 sĩ quan và binh lính, 1.152 khẩu pháo và súng cối, 71 máy bay, hoàn toàn không có xe tăng.
- Tập đoàn quân 18 do các thiếu tướng F. V. Kamkov và A. A. Grechko lần lượt chỉ huy, gồm các sư đoàn bộ binh 31, 32, 236, 328, 383, 395, tiểu đoàn hải quân đánh bộ 68 và trung đoàn pháo binh 12.
- Tập đoàn quân 56 do thiếu tướng A. I. Ryzhov chỉ huy gồm các sư đoàn bộ binh 30, 339, 353, trung đoàn hải quân đánh bộ 76 và sư đoàn bộ binh sơn chiến 69.
- Cụm quân đồn trú tại khu phòng thủ Tuapse gồm Sư đoàn bộ binh 408 (thiếu trung đoàn 672), trung đoàn hải quân đánh bộ 145, các tiểu đoàn hải quân đánh bộ 143, 324 và tiểu đoàn đặc biệt Spetnaz.

Vào giai đoạn cuối chiến dịch, Cụm phòng thủ Tuapse được tăng cường các sư đoàn bộ binh 242 và 351; nâng quân số cụm quân phòng thủ này lên 32.000 người, 1.792 pháo và súng cối. Tập đoàn quân 18 được tăng cường ba lữ đoàn bộ binh cận vệ 10, 11 và 12.. Tập đoàn quân 56 được tăng cường các lữ đoàn hải quân đánh bộ 83 và 137.
Ban đầu, trung tướng Ya. T. Cherevitsenko dự định tổ chức một đòn tấn công theo kiểu "ra tay trước" của Tập đoàn quân 18 vào Quân đoàn bộ binh 44 (Đức) đang tập kết trước cửa ngõ thị trấn Neftegorsk. Tuy nhiên, tướng N. D. Santykov, tham mưu trưởng Cụm tác chiến Biển Đen khi đó cho rằng không nên thực hiện ý định đó vì một mình Tập đoàn quân 18 đã suy yếu không thể làm nên trò trống gì. Trong khi đó Tập đoàn 56 còn phải san sẻ lực lượng đối phó với Quân đoàn xung kích 5 (Đức) ở khu vực đèo ngang Neberdzhayevskaya, sẽ không đủ quân để đối phó với Quân đoàn bộ binh 42 (Đức) mà trong đội hình của nó, có Sư đoàn xe tăng 22 còn đủ sức chiến đấu làm mũi nhọn đột kích chính. Tướng Ya. T. Cherevitsenko bỏ ý định tấn công và ra lệnh chuẩn bị các biện pháp phòng thủ Tuapse từ xa. Giống như ở các cụm phòng thủ khác của quân đội Liên Xô tại Kavkaz trong thu - đông 1942, mìn và chướng ngại vật vẫn là những vũ khí phòng thủ thụ động nhưng lại phát huy tốt tác dụng của nó. Dọc theo tuyến đường sắt từ Belorechensk qua Shaumian đến Tuapse và các con đường bộ chạy song song với nó ra Biển Đen đến Sochi và xa hơn nữa đến Sukhumi ở phía Nam đều được gài hàng vạn quả mìn chống tăng, mìn vướng nổ chống kỵ binh và mìn sát thương bộ binh.

## Diễn biến

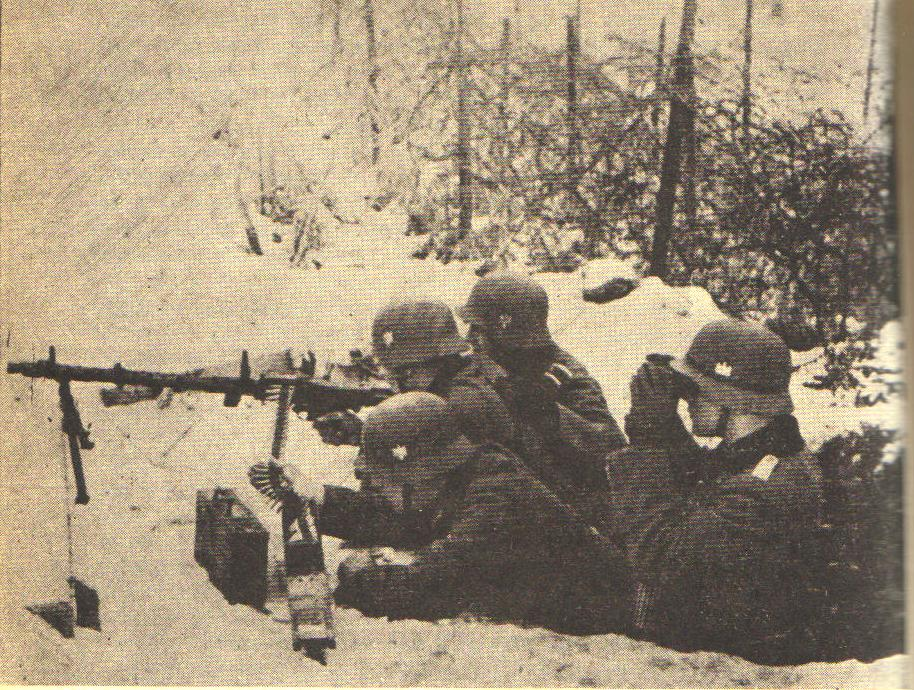
Bộ binh Đức tấn công lên các sườn núi Kavkaz

Ngày 23 tháng 9, Quân đoàn bộ binh 42 (Đức) của tướng Franz Mattenklott đã tập kết xong tại phía đông thị trấn Goryachi-Ylyuch, Quân đoàn bộ binh 44 của tướng Maximilian de Angelis đã vào vị trí ở khu vực phía Đông Neftegorsk. Sư đoàn bộ binh sơn chiến 2 của Quân đoàn sơn chiến Alpino (Italia), sư đoàn bộ binh sơn chiến 4 (Đức) và sư đoàn bộ binh sơn chiến 2 (Romania) đến này 24 tháng 9 mới tập trung được binh lực ở ba thị trấn Kamennomostskaya, Bagovskaya và Khamyshky. Ngày 25 tháng 9, các quân đoàn bộ binh 42 và 44 (Đức) có xe tăng yểm hộ đã mở cuộc đột kích hợp điểm ồ ạt vào thị trấn Shaumian. Khu phòng thủ Tuapse và toàn bộ đội hình phòng thủ của sư đoàn bộ binh 31 và lữ đoàn bộ binh 76 (Liên Xô) bị các máy bay Đức ném bom dữ dội. Dẫn dầu hai mũi tiến công, các sư đoàn bộ binh 97, 101 và sư đoàn xe tăng 22 (Đức) ào ạt xông lên như một trận tuyết lở. Sau khi đè bẹp sức kháng cự của sư đoàn bộ binh 31 và lữ đoàn bộ binh 76 (Liên Xô), sư đoàn xe tăng 22 (thuộc Quân đoàn bộ binh 42) đã thọc sâu vào tuyến phòng ngự trên cánh trái của Tập đoàn quân 18 (Liên Xô) từ 8 đến 10 km.
Ngày 26 tháng 8, đại tướng I. V. Tyulenev điện cho tướng F. V. Kamkov, tư lệnh Tập đoàn quân 18:
| “                 | Mặc dù chỉ chiếm ưu thế chung về binh lực một cách tương đối nhưng đối phương đã thành công trong việc đột phá vào tuyến phòng thủ của đồng chí. Để xảy ra điều đó là do đồng chí đã rải quân đều khắp trên toàn bộ một tuyến mà không tổ chức phòng ngự có chiều sâu. Do đó, tại khu vực đột phá chính, đối phương đã đạt được ưu thế áp đảo về binh lực... Vấn đề bây giờ không phải là trám lại các lỗ hổng mà phải cơ động những lực lượng có nguy cơ bị vây về phía sau, tổ chức các cụm quân ở hai bên sườn cánh quân Đức đang tấn công để phản kích. Cần tổ chức lại tuyến phòng thủ chính thành nhiều lớp trên con đường tiến đến Tuapse và ngăn chặn bằng được đòn đột kích này | ” |
| — I. V. Tyulenev, | |   |

Chiều 26 tháng 8, tướng F. V. Kamkov, tư lệnh tập đoàn quân 18 rút các lực lượng còn lại tuyến một (gồm sư đoàn bộ binh cận vệ 32 và lữ đoàn bộ binh 68 về, cùng với các sư đoàn bộ binh 236, 383, 395 và lữ đoàn bộ binh 40 thiết lập tuyến phòng thủ chính trên các triền núi phía Tây và Tây Bắc Tuapse. Ngày 27 tháng 9, xe tăng Đức đánh chiếm thị trấn Goryachi-Ylyuch. Ngày 28 tháng 9, Sư đoàn bộ binh 97 (Đức) đánh chiếm thị trấn Neftegorsk. Từ ngày 28 tháng 9 đến ngày 8 tháng 10, các sư đoàn thuộc hai quân đoàn bộ binh 42 và 44 (Đức) thay nhau đột kích vào tuyến phòng ngự của quân đội Liên Xô và đã tiến đến ngoại vi thị trấn Shaumian, cách Tuapse 35 km về phía Đông. Ở phía Nam cánh quân này, các sư đoàn sơn chiến 4 (Đức) và 2 (Romania) cũng mở các đợt tấn công vào Belorechensky nhằm kéo giãn đội hình của Tập đoàn quân 18 (Liên Xô), buộc tướng F. V. Kamkov phải điều đến đây sư đoàn bộ binh 338, các lữ đoàn bộ binh 40 và 68 để bảo vệ hướng Sochi. Ngày 9 tháng 10, tướng F. V. Kamkov sử dụng các sư đoàn bộ binh 383, 295 phối hợp với sư đoàn bộ binh 339 và sư đoàn bộ binh sơn chiến 69 của Tập đoàn quân 56 mở cuộc phản kích từ hai bên sườn vào đội hình các sư đoàn bộ binh 132 và 101 (Đức) đang đột phá về hướng Shaumian. Mặc dù buộc quân Đức phải dừng lại khi chỉ còn cách Shaumian 5 đến 8 km nhưng Tập đoàn quân 18 và Tập đoàn quân 56 không còn đủ sức để tiếp tục phản công.
Do không chỉ huy được quân đội đối phó có hiệu quả với cuộc tấn công của quân Đức tại khu vực Tuapse. Ngày 11 tháng 10, thượng tướng Ya. T. Cherevichenko bị cách chức Tư lệnh Cụm tác chiến Biển Đen. Thay thế Ya. T. Cherevichenko là thiếu tướng I. E. Petrov, người đã chỉ huy các cuộc phòng thủ ở Odessa năm 1941 và ở Sevastopol từ cuối năm 1941 đến giữa năm 1942. Tướng I. E. Petrov chủ trương bỏ thị trấn Shaumian vì vị trí này đã nằm trong hai gọng kìm tấn công của Tập đoàn quân 17 (Đức), rất trống trải nên khó phòng thủ nhưng bị Đại bản doanh bác bỏ. Trong bức điện gửi đại tướng I. V. Tyulenev ngày 15 tháng 10 đã nói rõ điều này:
| “                                 | Sai lầm của ban lãnh đạo mặt trận Kavkaz là ban đầu đã quá chủ trọng đến hướng Baku mà coi nhẹ hướng Biển Đen. Nếu mở được đường ra Biển Đen, quân Đức có thể đánh úp các hải cảng quan trọng, chiếm các con đường để tiến ra Poti, Batumi, Leninakal quan Kutayshi vào Tbilishi và bằng con đường phía Nam, tiến đến Baku. Sai lầm của các đồng chí phải được sửa chữa ngay. Đại bản doanh sẽ có cách tăng viện cho hướng Biển Đen để làm việc đó. Các đơn vị tăng cường sẽ đến khu vực chiến sự sau 5 ngày. | ” |
| — I. V. Stalin - A. M. Vailevsky, | |   |

Ngày 17 tháng 10, tướng Richard Rouff tung sư đoàn xe tăng 22 (Đức) trở lại mặt trận, tiếp tục đột kích đánh chiếm thị trấn Shaumian và đẩy lùi các sư đoàn bộ binh 31, 259 và 383 thêm 10 km về hướng Tuapse. Cùng ngày hôm đó, tướng I. E. Petrov đi thị sát tuyến đầu của Tập đoàn quân 18. Tại đây, ông phát hiện ra rằng tư lệnh và các chỉ huy của Tập đoàn quân 18 đã không nắm được tình hình thực tế trên chiến trường và họ không còn có thể kiểm soát được cánh trái của tập đoàn quân. F. V,. Kamkov cũng không biết rằng quân Đức đã đánh chiếm thị trấn Shaumian từ sáng sớm và đang tiếp tục phát triển tấn công lên các con đèo. Tư lệnh tập đoàn quân cũng không biết lợi dụng địa hình, địa vật để bố trí một tuyến phòng thủ tuy không liên tục nhưng lại được các ngọn núi hiểm trở che đỡ. Ngày 19 tháng 10, Hội đồng quân sự Cụm tác chiến Biển Đen đã điều tướng A. A. Grechko từ Tập đoàn quân 47 đến chỉ huy Tập đoàn quân 18. Tướng F. V. Kamkov được đổi chỗ để chỉ huy Tập đoàn quân 47 đang phòng ngự ở Novorossiysk.
Tuy nhiên, việc thay đổi chỉ huy của Quân đội Liên Xô không thể đem lại hiệu quả ngay tức khắc. Ngày 19 tháng 11, cả ba sư đoàn của Quân đoàn bộ binh 44 (Đức) tiếp tục đột phá về phía Tuapse và đánh chiếm đèo Yelisavetpolskiy. Ngày 20 tháng 11, Quân Đức đè bẹp sức kháng cự của sư đoàn bộ binh 408 (thiếu) thuộc cụm quân đồn trú Tuapse và đánh chiếm điểm dân cư Perevalnogo Goytkhom tại thung lũng sông Tuapsinka, chỉ còn cách Tuapse chưa đến 30 km về phía Đông. Ngày 23 tháng 10, Quân đoàn bộ binh 44 (Đức) tiếp tục đột phá qua các con đèo về Tuapse. Đến buổi trưa cùng ngày, quân Đức đã đột phá thêm được từ 8 đến 10 km và chỉ còn cách Tuapse 20 km. Từ trên các đỉnh núi, bằng ống nhòm, sĩ quan và binh lính Đức có thể nhìn thấy Biển Đen hiện ra ở chân trời phía Tây nhưng đó là cự ly gần nhất giữa Biển Đen với quân Đức mà họ đạt được trên hướng Tuapse. Quân đoàn bộ binh 44 (Đức) đã phải dừng lại trước hỏa lực dày đặc của Trung đoàn pháo binh 12 (Liên Xô) bố trí trên các sườn núi và các pháo hạm của Hạm đội Biển Đen (Liên Xô) được các máy bay hải quân của Anh viện trợ có trang bị điện đài chỉ điểm rất chính xác. Ở phía Nam cuộc đột kích của lực lượng sơn chiến hỗn hợp Đức, Italia và Romania cũng bị chặn đứng trên lưng chừng ngọn núi Belorechensky cao 2.852 m. Ngày 23 tháng 11, Quân đoàn bộ binh 4 lên thay Quân đoàn bộ binh 42 cố gắng tổ chức đột phá nhưng vẫn thất bại. Ngày 24 tháng 11, toàn bộ hai quân đoàn bộ binh 42 và 44 (Đức) phải chuyển sang phòng thủ để giữ trận tuyến đã chiếm được.
Do Quân đội Liên Xô phải chuyển quân theo đường vòng lên tàu biển ở cảng Astrakhan, vượt Biển Caspi đổ bộ lên Baku rồi qua Tbilisi vòng lên phía Bắc nên mãi đến ngày 25 tháng 11, Tập đoàn quân 18 mới được tăng viện các lữ đoàn bộ binh cận vệ 10, 11 và 12. Tập đoàn quân 56 được tăng cường các lữ đoàn hải quân đánh bộ 83 và 137. Cụm phòng thủ Tuapse cũng được tăng cường sư đoàn bộ binh sơn chiến 242 và sư đoàn bộ binh 351 rút từ Tập đoàn quân 46. Ngày 26 tháng 11, tướng A. A. Grechko, tư lệnh mới của Tập đoàn quân 18 (thay tướng F. V. Kamkov được điều đến chỉ huy Tập đoàn quân 47) đã điều các đơn vị mới được tăng cường và sư đoàn bộ binh 408 (thiếu trung đoàn 672), trung đoàn hải quân đánh bộ 145, các tiểu đoàn hải quân đánh bộ 143, 324 và tiểu đoàn đặc biệt Spetnaz mở cuộc phản công vào sườn phía Nam cánh quân Đức đang phòng thủ Shaumian. Tập đoàn quân 56 cũng sử dụng các đơn vị mới được tăng viện phản công vào Quân đoàn 42 (Đức) đang đóng tại phía Tây thị trấn Goryachi-Ylyuch. Đến ngày 17 tháng 12, các quân đoàn 42 và 44 (Đức) buộc phải lùi về tuyến xuất phát mà trước đó, ngày 25 tháng 9 họ đã dùng là bàn đạp đột kích về Shaumian. Cũng trong ngày hôm đó, Tập đoàn quân không quân 5 (Liên Xô) của tướng S. K. Goryunov bất ngờ mở cuộc tập kích đường không vào sân bay Taman, phá hủy 131 máy bay Đức ngay trên đường băng. Ở phía Nam, các sư đoàn bộ binh sơn chiến Đức, Italia và Romania cũng bị đánh bật khỏi thị trấn Khamyshky.
Từ ngày 12 tháng 12 năm 1942, Quân Đức ở Mặt trận phía Đông phải tập trung binh lực cho Cụm tập đoàn quân Sông Đông để mở Chiến dịch Bão Mùa đông nhằm giải cứu cho Tập đoàn quân 6 (Đức) đang bị quân đội Liên Xô vây hãm ở Stalingrad. Do không còn đủ lực lượng để tiếp tục tấn công, ngày 20 tháng 12, tướng Richarrd Rouff phải ra lệnh cho Tập đoàn quân 17 chuyển sang phòng ngự tại các khu vực Goryachi-Ylyuch, Neftegorsk, Shaumian, Kamennomostskaya - Bagovskaya - Khamyshky, trên tuyến sông Pshish và trên toàn bộ hướng Biển Đen.

## Kết quả

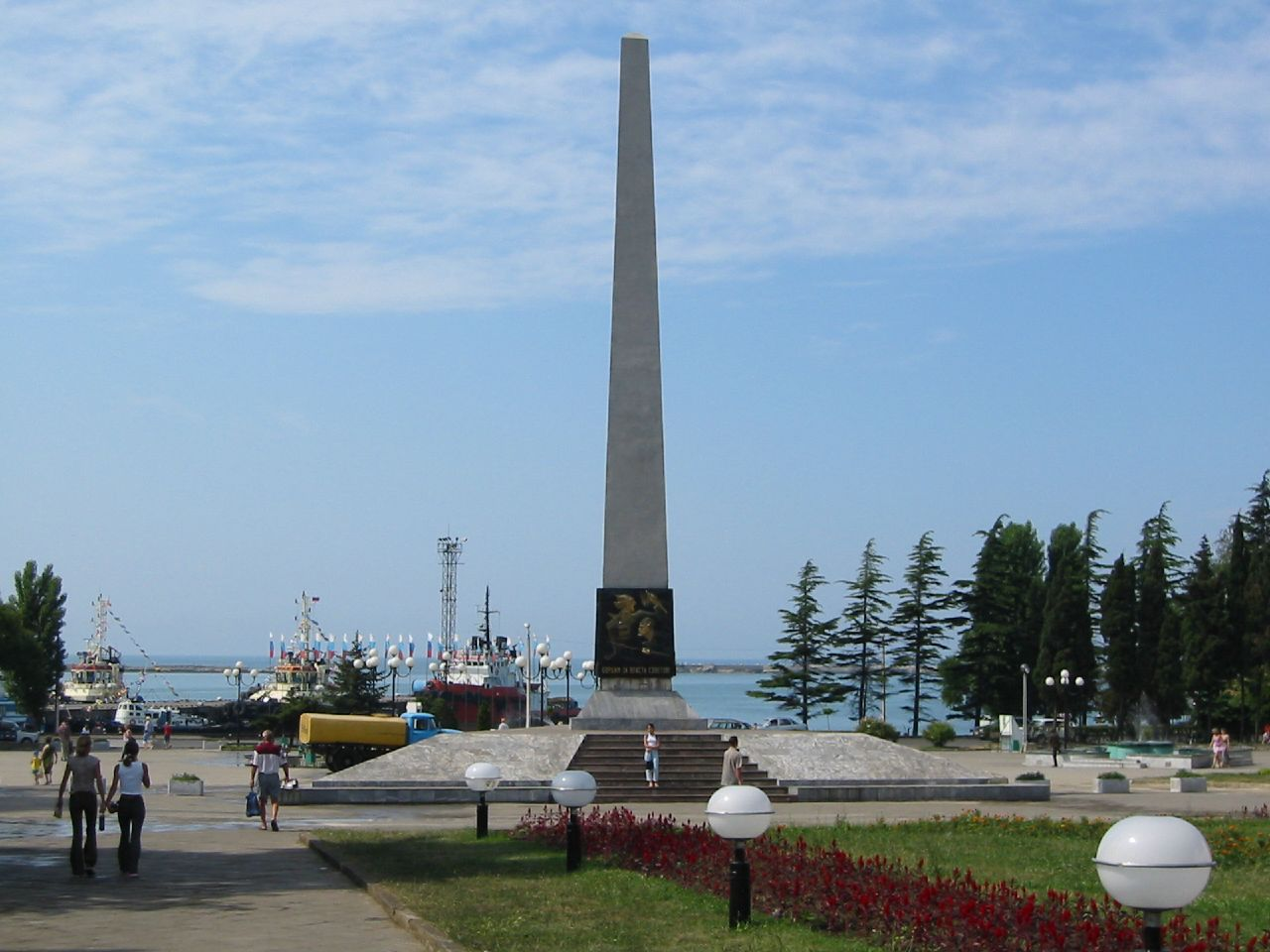
Đài kỷ niệm chiến thắng Tuapse 1942

Chiến dịch phòng thủ Tuapse đánh dấu sự kết thúc giai đoạn tấn công của quân đội Đức Quốc xã tại Mặt trận Kavkaz. Cuộc tấn công của Tập đoàn quân 17 (Đức) vào Tuapse và các khu vực phụ cận là những cố gắng cuối cùng của Cụm tập đoàn quân A (Đức) nhằm đột phá về phía Biển Đen, phát triển một hướng tấn công mới vượt qua dãy núi Kavkaz, tiến xuống phía Nam, đến các vùng dầu mỏ trù phú của Liên Xô và vượt sang Iran, liên kết với Thổ Nhĩ Kỳ, một đồng minh còn đang trong tình trạng chưa chắc chắn của phe Trục. Với thất bại này cùng với thất bại của Tập đoàn quân xe tăng 1 (Đức) ở Mozdok, Malgobek và Nalchik trước cửa ngõ Grony và Ordzonikidze, cả hai cánh quân Đức trong Chiến dịch Edelweiß đều bị chặn lại tại bờ Bắc sông Terek và Dãy núi Kavkaz chính. Sau khi chịu những tổn thất lớn và buộc phải dừng lại khi còn cách Biển Đen khoảng 10 km, Tập đoàn quân 17 phải chuyển sang phòng thủ và đến hết năm 1942, đã không còn đủ sức để mở thêm bất kỳ một trận tấn công nào nữa. Thất bại này cũng làm cho Hitler phải gánh lấy trách nhiệm vì đích thân ông ta đã ra lệnh đưa quân vào Kavkaz. Ngoài thống chế Wilhelm von List bị cách chức tư lệnh Cụm tập đoàn quân A từ ngày 10 tháng 9, không một tướng Đức chỉ huy các tập đoàn quân và quân đoàn nào bị cách chức nữa. Thậm chí, ngày 22 tháng 11 năm 1942, tướng Ewald von Kleist còn được Hitler tin cẩn giao chức vụ tư lệnh Cụm tập đoàn quân A. Tướng Eberhard von Mackensen thay ông này chỉ huy Tập đoàn quân xe tăng 1.

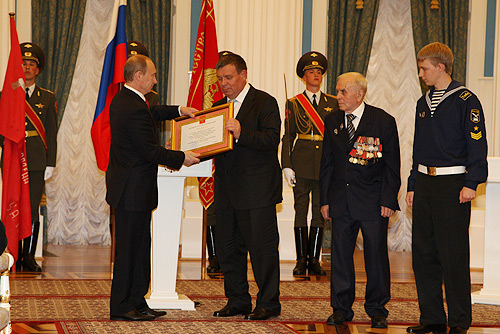
Tổng thống Nga Vladimir Putin trao bằng chứng nhận "Vinh danh thành phố quân sự" cho thành phố Tuapse ngày 6 tháng 5 năm 2008

Ngoài những cố gắng của bản thân Cụm tác chiến Biển Đen trong thời kỳ cuối chiến dịch thì những thành công mà cụm quân này giành được đã chịu ảnh hưởng thuận lợi lớn của những thành công mà quân đội Liên Xô thu được tại mặt trận Stalingrad trong các chiến dịch Sao Thiên Vương, Bão Mùa đông và Sao Thổ. Biểu hiện rõ ràng nhất là từ sau ngày 24 tháng 11, Tập đoàn quân không quân 4 (Đức) đã phải dồn hầu hết lực lượng máy bay chiến đấu và máy bay vận tải để cứu nguy cho Tập đoàn quân 6 (Đức) đang bị vây hãm tại Stalingrad và yểm hộ cho các hướng phòng ngự của Cụm tập đoàn quân B (Đức) trước thế chủ tiến công của quân đội Liên Xô. Trước chiến dịch Sao Thổ, Bộ tư lệnh Cụm tập đoàn quân Sông Đông (Đức) cũng lấy đi Quân đoàn sơn chiến Alpino của quân Italia đang hoạt động ở sườn Tây Bắc dãy núi Kavkaz về đội hình của Tập đoàn quân 8 (Italia) phòng thủ tại trung lưu sông Đông. Thành công của Quân đội Liên Xô trong chiến dịch phòng thủ Tuapse còn nhờ vào kết quả cuộc phòng thủ dai dẳng và có hiệu quả của Tập đoàn quân 47 tại khu vực Novorossiysk và Tập đoàn quân 46 tại các ngọn núi cao quanh đỉnh Elbrus của dãy núi Kavkaz. Việc quân Đức buộc phải dừng cuộc tấn công vào giai đoạn cuối chiến dịch còn có một nguyên nhân khác. Khi cả hai quân đoàn bọ binh 42 và 44 (Đức) đều xuống sức, tướng Richard Ruoff vẫn không thể mạo hiểm điều Quân đoàn bộ binh xung kích 5 và Quân đoàn bộ binh 14 (phối thuộc từ Tập đoàn quân 11) ở cánh phải xuống thay thế. Bởi một lẽ đơn giản, để hổng hướng Novorossiysk có thể tạo điều kiện cho quân đội Liên Xô phản công chiếm lại Taman, một vị trí đầu cầu cực kỳ quan trọng giúp Cụm tập đoàn quân A có một con đường thứ hai để rút khỏi Bắc Kavkaz trong trường hợp con đường chính rút qua Bataisk và Rostov bị quân đội Liên Xô cắt đứt. Nhà nghiên cứu Belorussia Vladimir Vasilevich Beshanov cho rằng thánh công của các tập đoàn quân 18 và 56 (Liên Xô) là nhờ vào may mắn nhưng nhà sử học Nga Aleksei Valerrievich Isaev không đồng ý với ý kiến đó. Theo ông, những yếu tố may mắn có thể có nhưng mọi diễn biến của hoạt động quân sự, như tất cả mọi diễn biến khác trong đời sống loài người đều có tính logic nhân quả của nó..